# Die Passion Whisky
Die Passion Whisky ist das sechste Soloalbum des Berliner Rappers Silla. Es erschien am 7. Dezember 2012 über Flers Independent-Label Maskulin als Standard-, Premium- und limitierte Amazon-Edition, inklusive DVD, Instrumentals, T-Shirt, Poster und Whisky-Glas.
Bei der Wiederveröffentlichung des Albums über das Label Major Movez wurde die irische bzw. US-amerikanische Schreibweise Whiskey, statt der gebräuchlicheren und bei der Erstveröffentlichung verwendeten Form Whisky verwendet.

## Inhalt
Das Album behandelt unter anderem die Alkohol-Eskapaden von Silla (z. B. Kurz vor dem Blackout, Panik in der Disco). Zudem sind auch viele persönliche Lieder auf der Veröffentlichung enthalten (z. B. Gewinner, Genau wie du). Es sind aber auch einige Battle-Tracks auf dem Album (z. B. Rap Casablanca, Auf Leben und Tod, M-A-S-KULIN). Das Album ist mit Liedern durchzogen, die die vier Jahreszeiten widerspiegeln. So befinden sich die Lieder Zweiter Frühling, Sommer, Herbst und Der erste Winter auf dem Album. Im Song Sag mir was du siehst zieht Silla Vergleiche zu vielen anderen Berufstätigkeiten und identifiziert sich mit diesen. Außerdem befinden sich mit D.P.W., Die Passion, #KKK und Silla der Killa typische Rap-Tracks auf dem Album. Im Lied Silla der Killa wird dabei auf Refrains verzichtet und so trägt Silla eine vergleichbar lange Strophe vor.

## Produktion
An der Produktion des Albums sind verschiedene Produzenten beteiligt. Produes steuerte mit fünf (Die Passion, Sag mir was du siehst, Geblendet vom Schein, #KKK, Gewinner (Produes Remix)) die meisten Beats bei. DJ Ilan produziert in Zusammenarbeit mit MMinx die Stücke Gewinner und Zweiter Frühling. Letzterer schuf außerdem zusammen mit Bo Diggler das Instrumental zu Rap Casablanca. Das Produzenten-Duo Beatzarre und Djorkaeff ist für die musikalische Untermalung der Lieder Herbst, Auf Leben und Tod, Der erste Winter sowie M-A-S-KULIN verantwortlich. Gee Futuristic produzierte die Songs Silla der Killa und Sommer, während X-plosive die Beats zu Panik in der Disko und Navigation schuf. Weitere Produktionen stammen von Cubeatz und Beatzeps (Genau wie du), Suburb Kids (D.P.W.) und Marcus B (Kurz vor dem Blackout).

## Covergestaltung
Das Albumcover zeigt Silla mit ausgebreiteten Armen, geschlossenen Augen und freiem Oberkörper in einer Badewanne liegend. Auf seinem Körper liegen mehrere Whisky-Flaschen und an seinen Handgelenken befinden sich Wunden, die an eine Kreuzigung erinnern. Der Hintergrund ist sandfarben und im oberen Teil des Bildes befindet sich der Schriftzug Die Passion Whisky.

## Gastbeiträge
Sechs beziehungsweise acht Lieder des Albums enthalten Gastauftritte anderer Künstler. Bei dem Song Gewinner tritt der Sänger Julian Williams in Erscheinung, während Silla auf Rap Casablanca von seinem Labelboss Fler sowie von dem Rapper G-Hot unterstützt wird. Auf Leben und Tod ist eine Kollaboration mit den Rappern RAF Camora und MoTrip und der Refrain bei Der erste Winter wird von Cassandra Steen gesungen. Außerdem sind die Sänger Moe Mitchell (Geblendet vom Schein) und David Pino (Herbst) auf je einem Track vertreten. Die Bonus-Songs Navigation und M-A-S-KULIN sind Kollaborationen mit den Rappern MoTrip und JokA beziehungsweise Fler, G-Hot und Moe Mitchell.

## Titelliste
| Professionelle Bewertungen | Professionelle Bewertungen |
| -------------------------- | -------------------------- |
| Kritiken                   |                            |
| Quelle                     | Bewertung                  |
| laut.de                    | [ 2 ]                      |
| Backspin                   | [ 3 ]                      |
| rappers.in                 | [ 4 ]                      |

| #  | Titel                  | Gastmusiker           | Produzent               | Länge |
| -- | ---------------------- | --------------------- | ----------------------- | ----- |
| 1  | Gewinner               | Julian Williams       | MMinx und DJ Ilan       | 4:38  |
| 2  | D.P.W.                 |                       | Suburb Kids             | 3:51  |
| 3  | Die Passion            |                       | Produes                 | 3:39  |
| 4  | Silla der Killa        |                       | Gee Futuristic          | 3:31  |
| 5  | Ali & Stavros (Skit 1) |                       |                         | 2:01  |
| 6  | Zweiter Frühling       |                       | MMinx und DJ Ilan       | 3:54  |
| 7  | Genau wie du           |                       | Cubeatz und Beatzeps    | 3:33  |
| 8  | Kurz vor dem Blackout  |                       | Marcus B                | 3:20  |
| 9  | Sommer                 |                       | Gee Futuristic          | 3:46  |
| 10 | Sag mir was du siehst  |                       | Produes                 | 3:04  |
| 11 | Geblendet vom Schein   | Moe Mitchell          | Produes                 | 3:36  |
| 12 | Rap Casablanca         | Fler und G-Hot        | MMinx und Bo Diggler    | 3:44  |
| 13 | Herbst                 | David Pino            | Beatzarre und Djorkaeff | 3:44  |
| 14 | Ali & Stavros (Skit 2) |                       |                         | 1:34  |
| 15 | Panik in der Disco     |                       | X-plosive               | 3:39  |
| 16 | Auf Leben und Tod      | RAF Camora und MoTrip | Djorkaeff und Beatzarre | 3:54  |
| 17 | Der erste Winter       | Cassandra Steen       | Djorkaeff und Beatzarre | 4:02  |
| 18 | #KKK                   |                       | Produes                 | 3:05  |

Bonus-Songs der Premium-Edition:
| #  | Titel       | Gastmusiker                  | Produzent               | Länge |
| -- | ----------- | ---------------------------- | ----------------------- | ----- |
| 19 | Navigation  | MoTrip und JokA              | X-plosive               | 4:18  |
| 20 | M-A-S-KULIN | Fler, G-Hot und Moe Mitchell | Djorkaeff und Beatzarre | 3:50  |

iTunes-Bonus-Song:
| #  | Titel                    | Gastmusiker     | Produzent | Länge |
| -- | ------------------------ | --------------- | --------- | ----- |
| 21 | Gewinner (Produes-Remix) | Julian Williams | Produes   | 4:54  |

+ Instrumentals
Bonus-DVD Silla der Thrilla 2:
| #  | Titel                  |
| -- | ---------------------- |
| 1  | Intro                  |
| 2  | Airport                |
| 3  | Hood                   |
| 4  | Fotoshooting           |
| 5  | Bright Messe           |
| 6  | Silla Longboard Action |
| 7  | LA Cantina             |
| 8  | Suburb Kids            |
| 9  | Gewinner-Session       |
| 10 | Joker Brand            |
| 11 | Bruce & Ilan           |
| 12 | Bei Produes            |
| 13 | Beatzarre-Session      |
| 14 | Live                   |
| 15 | Das 10 Wochen Programm |
| 16 | Silla@Home             |
| 17 | Outro                  |

## Chartplatzierungen und Singles
Die Passion Whisky stieg in der 52. Kalenderwoche des Jahres 2012 auf Platz 15 in die deutschen Albumcharts ein, verließ jedoch in der folgenden Woche die Top 100 wieder.
Am 16. November 2012 wurde vorab der Song Die Passion, inklusive des Lieds Rap Casablanca, auf iTunes zum Download veröffentlicht. Beide Songs konnten sich in den iTunes-Charts platzieren. Platzierungen in den offiziellen Charts wurden nicht erreicht. Außerdem erschien am 1. Dezember 2012 ein Split-Video zu den Songs Rap Casablanca und #KKK. Ein Musikvideo zur zweiten digitalen Single Der erste Winter folgte am 6. Januar 2013. Am 31. Mai 2013 erschien außerdem ein Video zum Lied Silla der Killa auf dem YouTube-Kanal des Rap-Magazins Backspin.
| ChartsChartplatzierungen | Höchstplatzierung | Wochen |
| ------------------------ | ----------------- | ------ |
| Deutschland (GfK)        | 15 (1 Wo.)        | 1      |
| Österreich (Ö3)          | 35 (1 Wo.)        | 1      |
| Schweiz (IFPI)           | 33 (1 Wo.)        | 1      |